# Триплетне відштовхування
Триплетне відштовхування (рос. триплетное отталкивание, англ. triplet repulsion) - гіпотетичний стан в активованому комплексі реакцій  радикального відриву (чи приєднання) типу 
X•+ HY → XH + Y•,
де відбувається перенос атома Н від Y до Х вздовж зв’язку
Х – Y. На момент утворення активованого стану в ньому
сконцентровані три електрони. Згідно з принципом Паулі на
одній (зв’язуючій) орбіталі можуть розміститись лише два
електрони з антипаралельними спінами. Тому один з трьох
електронів займає верхню, гіпотетично антизв’язуючу, орбіталь, енергія якої входить в енергію активації.